# Nowe Worowo
Bây giờ là Worowo [ˈnɔvɛ vɔˈrɔvɔ] (trước đây Đức Neu Wuhrow) là một ngôi làng ở quận hành chính của Gmina Ostrowice, trong Drawsko County, Zachodniopomorskie, ở tây bắc Ba Lan. Nó nằm khoảng 8 kilômét (5 mi)   phía đông của đà điểu, 23 km (14 mi) về phía đông bắc của Drawsko Pomorskie và 103 km (64 mi) về phía đông của thủ đô khu vực Szczecin.
Trước 1772, khu vực này là một phần của Vương quốc Ba Lan, 1772-1945 Phổ và Đức. Để biết thêm về lịch sử của nó, xem Hạt Drahim và Lịch sử của Pomerania. 

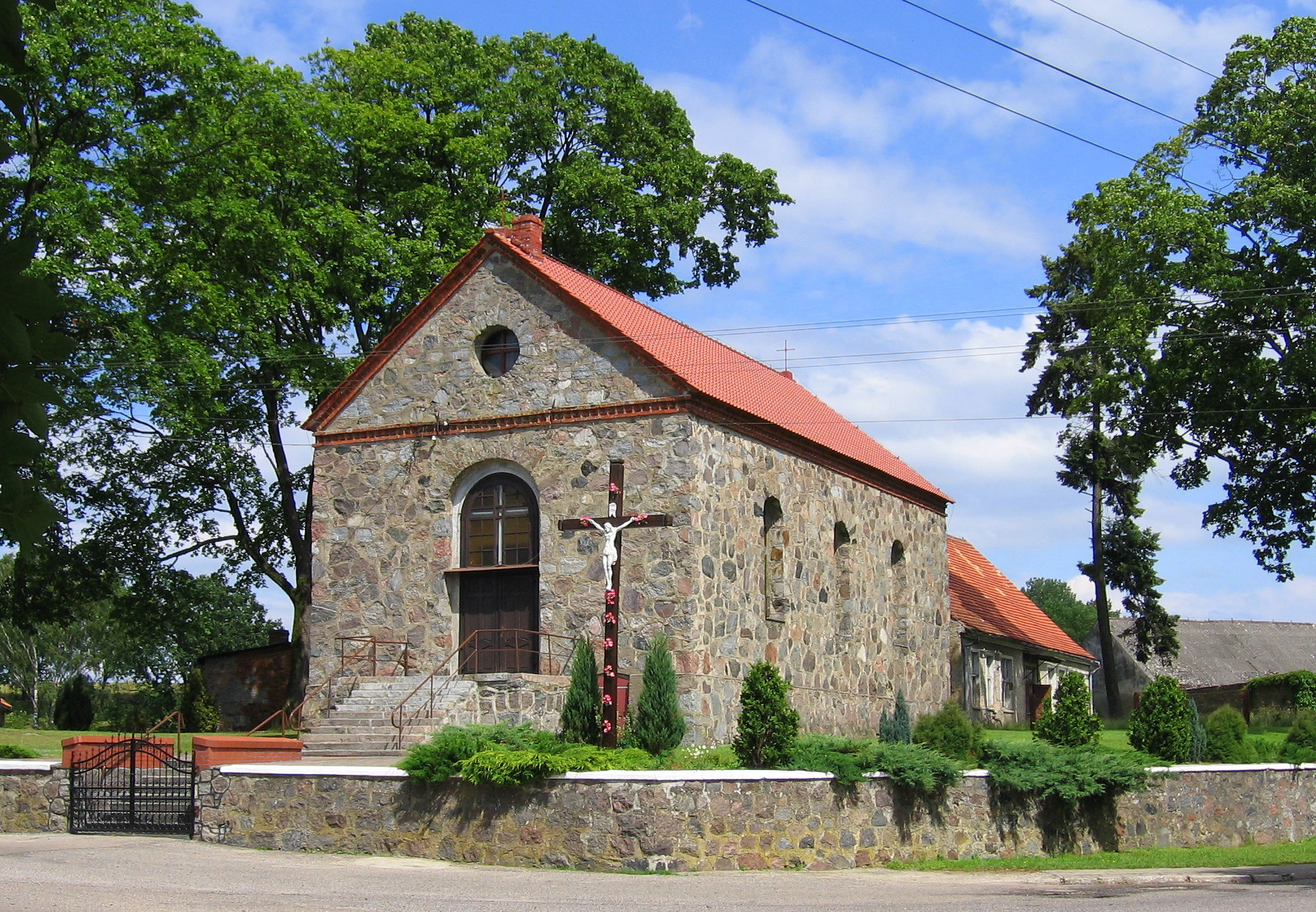
Nhà thờ Công giáo La Mã